# Scobey
Scobey – miasto w Stanach Zjednoczonych, w stanie Montana, siedziba administracyjna hrabstwa Daniels.